# Divorce Your Car!
Divorce Your Car! Ending the Love Affair with the Automobile é um livro de não-ficção de 2000 de Katie Alvord, com prefácio de Stephanie Mills. Foi publicado pela primeira vez em 1 de junho de 2000, pela New Society Publishers. No livro, Alvord propõe que os automóveis se tornaram mais problemáticos do que úteis, pois ela argumenta que os automóveis contribuem para questões como ruído e poluição do ar, bem como congestionamento de trânsito e expansão urbana.
No livro Alvord defende que a poluição do ar proveniente dos automóveis é diretamente responsável por prejudicar a saúde dos seres humanos por conta dos contaminantes na poluição e indiretamente através da destruição do meio ambiente e contribuição para o aquecimento global. Ela também argumenta que a destruição de derramamentos de petróleo pode causar estragos em ecossistemas inteiros e que comprar e manter um automóvel pessoal é caro.
Alvord propõe alternativas à posse de um carro, como caminhar, andar de bicicleta e transporte público, e que a utilização dessas alternativas pode economizar dinheiro, aumentar a autossuficiência e promover o exercício. Ela afirma que, ao modificar o uso da terra, as políticas financeiras e a infraestrutura urbana, a eficiência pode ser aumentada em todo o mundo e a sociedade pode aprender a funcionar sem um carro em cada casa. Alvord também afirma que a facilidade da Internet e a diminuição dos preços dos telefones tornam mais fácil para as pessoas trabalhar efetivamente em casa ou realizar videoconferências online, o que pode economizar dinheiro para as empresas.
A Publishers Weekly elogiou o livro, escrevendo que "Mesmo para os leitores que não estão prontos para abandonar permanentemente o seu automóvel, este livro fornece uma riqueza de ideias para desafivelar os cintos de segurança e desfrutar do ar fresco."
- Automóvel
- Aquecimento global
- Poluição do ar
- Ciclismo

1. ↑  «Divorce Your Car! Ending the Love Affair with the Automobile (review)». Booklist. Consultado em 30 de junho de 2014
2. ↑  Whisby, Gary (29 de junho de 2000). «`Car-free' don't miss the worry of wheels». Chicago Sun-Times (subscription required). Consultado em 30 de junho de 2014. Arquivado do original em 21 de janeiro de 2016
3. ↑  «Divorce Your Car (review)». VTPI. Consultado em 30 de junho de 2014
4. ↑  Alvord, ch. 6
5. ↑  Alvord, ch. 7
6. ↑  Alvord, ch. 16
7. ↑  Alvord, ch. 15
8. ↑  «Divorce Your Car!: Ending the Love Affair with the Automobile (review)». Publishers Weekly. Consultado em 30 de junho de 2014

- Sítio oficial